# Lac Saddle Horse
Le lac Saddle Horse (en anglais : Saddle Horse Lake) est un lac américain dans le comté de Tuolumne, en Californie. Il est situé à 2 213 mètres d'altitude au sein de la Yosemite Wilderness, dans le parc national de Yosemite.